# Лунёв, Александр Викторович
Александр Викторович Лунёв (род. 11 мая 1952 года) — вице-губернатор Тульской области. Член Совета Федерации Федерального Собрания Российской Федерации от исполнительной власти Тульской области. Награждён почётной грамотой Совета Федерации.

## Биография
Родился 11 мая 1952 года. Окончил Тульский политехнический институт, Тульский государственный университет.
Служил в Калининградской области и Афганистане. Старший инженер кафедры Тульского политехнического института.

## Награды
- Почётная грамота Совета Федерации[1].